# The Dream Chapter: Magic
The Dream Chapter: Magic  é o primeiro álbum de estúdio do grupo masculino TXT. Foi lançado em 21 de outubro de 2019 pela Big Hit Entertainment em parceria com Republic Records, distribuído pela iriver Inc., em versões físicas e em plataformas de streaming musical, sendo "9 and Three Quarters (Run Away)" o segundo single principal do grupo. É a continuação direta do primeiro EP do grupo. O álbum originalmente deveria ser lançado entre agosto de setembro de 2019, mas por motivos de saúde dos membros foi adiado para 21 de outubro.

## Lista de faixas
| The Dream Chapter: Magic | | | |                   |         |  |
| N.º                      | Título | Letras | Música | Produtores        | Duração |  |
| 1.                       | "New Rules" | Supreme Boi EL CAPITXN Cazzi Opeia Daniel Caesar Ludwig Lindell Jordan “DJ Swivel” Young Candace Nicole Sosa Max Lynedoch Graham Matt Thomson Wilhelm Borjesson danke | Supreme Boi EL CAPITXN Cazzi Opeia Daniel Caesar Ludwig Lindell Jordan “DJ Swivel” Young Candace Nicole Sosa Max Lynedoch Graham Matt Thomson Wilhelm Borjesson danke | Slow Rabbit       | 02:55   |  |
| 2.                       | "9 and Three Quarters (Run Away)" (9와 4분의 3 승강장에서 너를 기다려; 9wa 4bun-ui 3 seung-gangjang-eseo neoleul gidalyeo [lit. "Esperando por você na plataforma 9 e 3/4"])                     | Slow Rabbit Supreme Boi Melanie Fontana Michel "Lindgren" Schulz Andreas Carlsson "hitman" bang Pauline Skott Peter St James                                          | Slow Rabbit Supreme Boi Melanie Fontana Michel "Lindgren" Schulz Andreas Carlsson "hitman" bang Pauline Skott Peter St James                                          | Slow Rabbit       | 03:32   |  |
| 3.                       | "Roller Coaster" | Sam Klempner Jacob Attwooll Supreme Boi "hitman" bang ADORA HUENINGKAI EL CAPITXN 정바비                                                                              | Sam Klempner Jacob Attwooll Supreme Boi "hitman" bang ADORA HUENINGKAI EL CAPITXN 정바비                                                                              | Sam Klempner      | 03:34   |  |
| 4.                       | "Poppin' Star" | Shae Jacobs Lauren Aquilina ADORA "hitman" bang 정수경 송재경 | Shae Jacobs Lauren Aquilina ADORA "hitman" bang 정수경 송재경 | Shae Jacobs       | 03:13   |  |
| 5.                       | "Can't We Just Leave The Monster Alive?" (그냥 괴물을 살려두면 안 되는 걸까; geunyang goemul-eul sallyeodumyeon an doeneun geolkka? [lit. "Não deveríamos simplesmente deixar o monstro vivo?"]) | Wonderkid 신쿵 Melanie Fontana Michel “Lindgren” Schulz ADORA "hitman" bang Joni 정수경                                                                               | Wonderkid 신쿵 Melanie Fontana Michel “Lindgren” Schulz ADORA "hitman" bang Joni 정수경                                                                               | Wonderkid 신쿵    | 03:51   |  |
| 6.                       | "Magic Island" | Peter Thomas Jake Torrey Supreme Boi Slow Rabbit "hitman" bang 송재경 Joni GHSTLOOP                                                                                   | Peter Thomas Jake Torrey Supreme Boi Slow Rabbit "hitman" bang 송재경 Joni GHSTLOOP                                                                                   | Peter Thomas      | 03:13   |  |
| 7.                       | "20cm" | Jordan Kyle 신혁 Jayrah Gibson danke Slow Rabbit ADORA "hitman" bang Hiss noise 정바비 Joni                                                                           | Jordan Kyle 신혁 Jayrah Gibson danke Slow Rabbit ADORA "hitman" bang Hiss noise 정바비 Joni                                                                           | Jordan Kyle 신혁  | 03:37   |  |
| 8.                       | "Angel Or Devil" | Pdogg Supreme Boi Slow Rabbit Melanie Fontana Michel “Lindgren” Schulz "hitman" bang Peter Ibsen Naitumela Masuku                                                     | Pdogg Supreme Boi Slow Rabbit Melanie Fontana Michel “Lindgren” Schulz "hitman" bang Peter Ibsen Naitumela Masuku                                                     | Pdogg Slow Rabbit | 03:52   |  |
| Duração total:           | Duração total: | Duração total: | Duração total: | Duração total:    | 27:47   |  |

## Desempenho nas paradas musicais
| Charts (2019-2020)                    | Melhor posição |
| ------------------------------------- | -------------- |
| Austrália Digital Álbuns (ARIA)       | 22             |
| França Downloads Álbuns (SNEP)        | 39             |
| Japão Álbuns (Oricon)                 | 11             |
| Coreia do Sul Álbuns (Gaon)           | 1              |
| Reino Unido Álbuns Digitais (OCC)     | 29             |
| Estados Unidos World Albums (Bilboad) | 3              |